# Készenléti Rendőrség

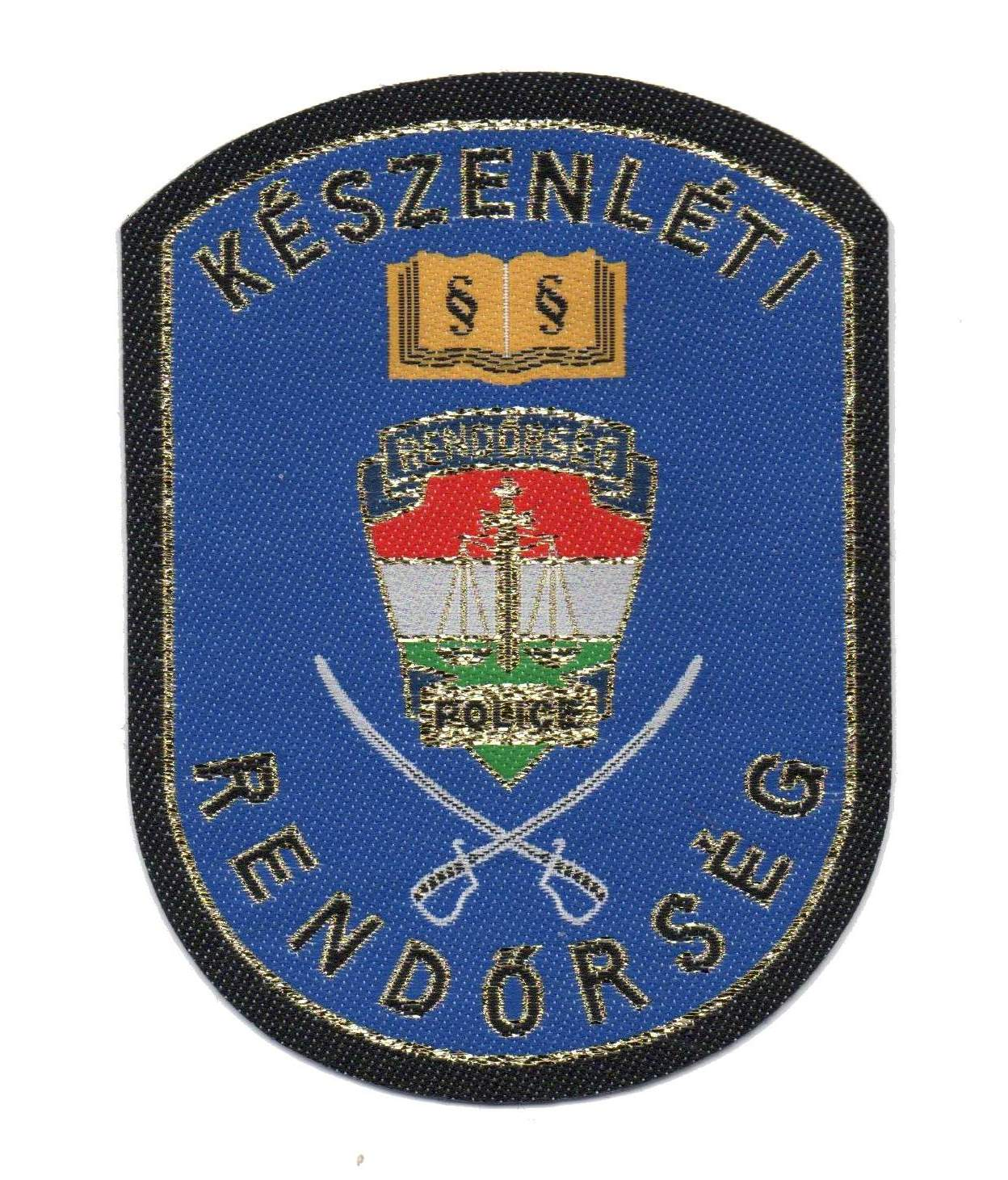
A Készenléti Rendőrség címere

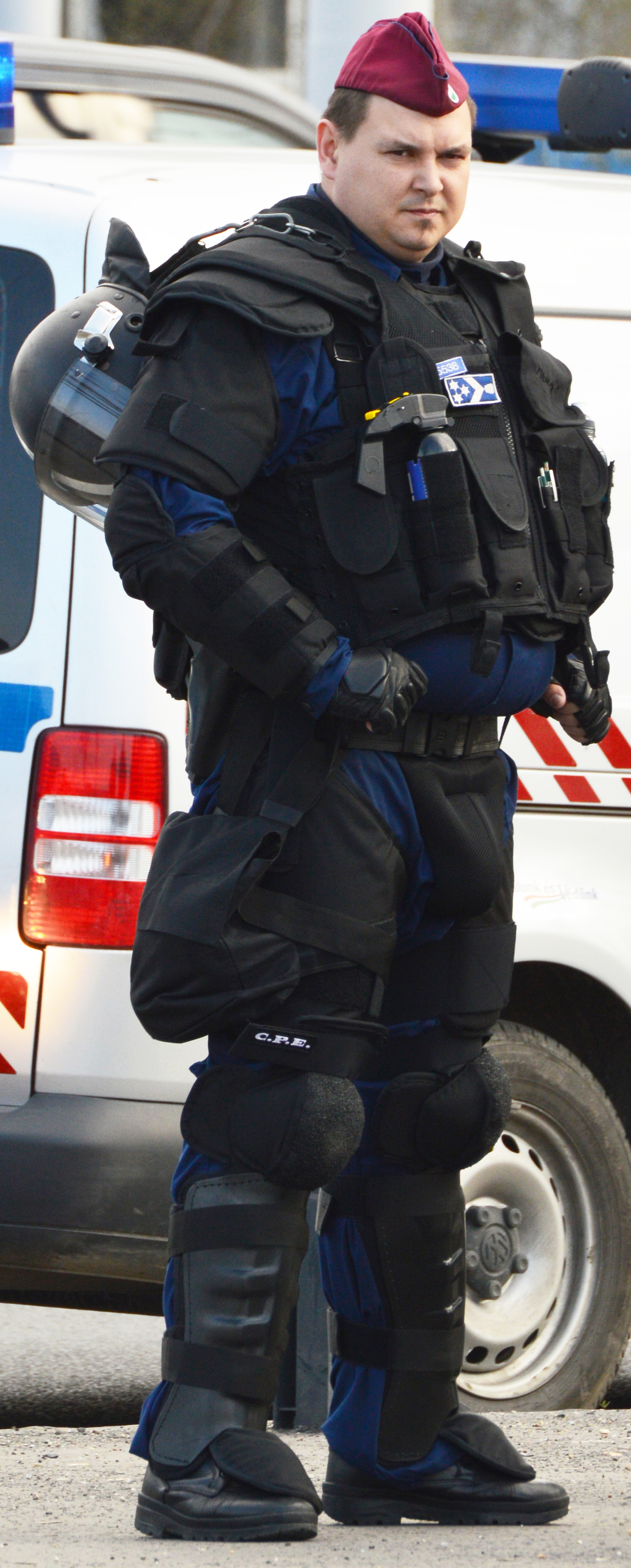
Készenléti rendőr bevetési öltözetben

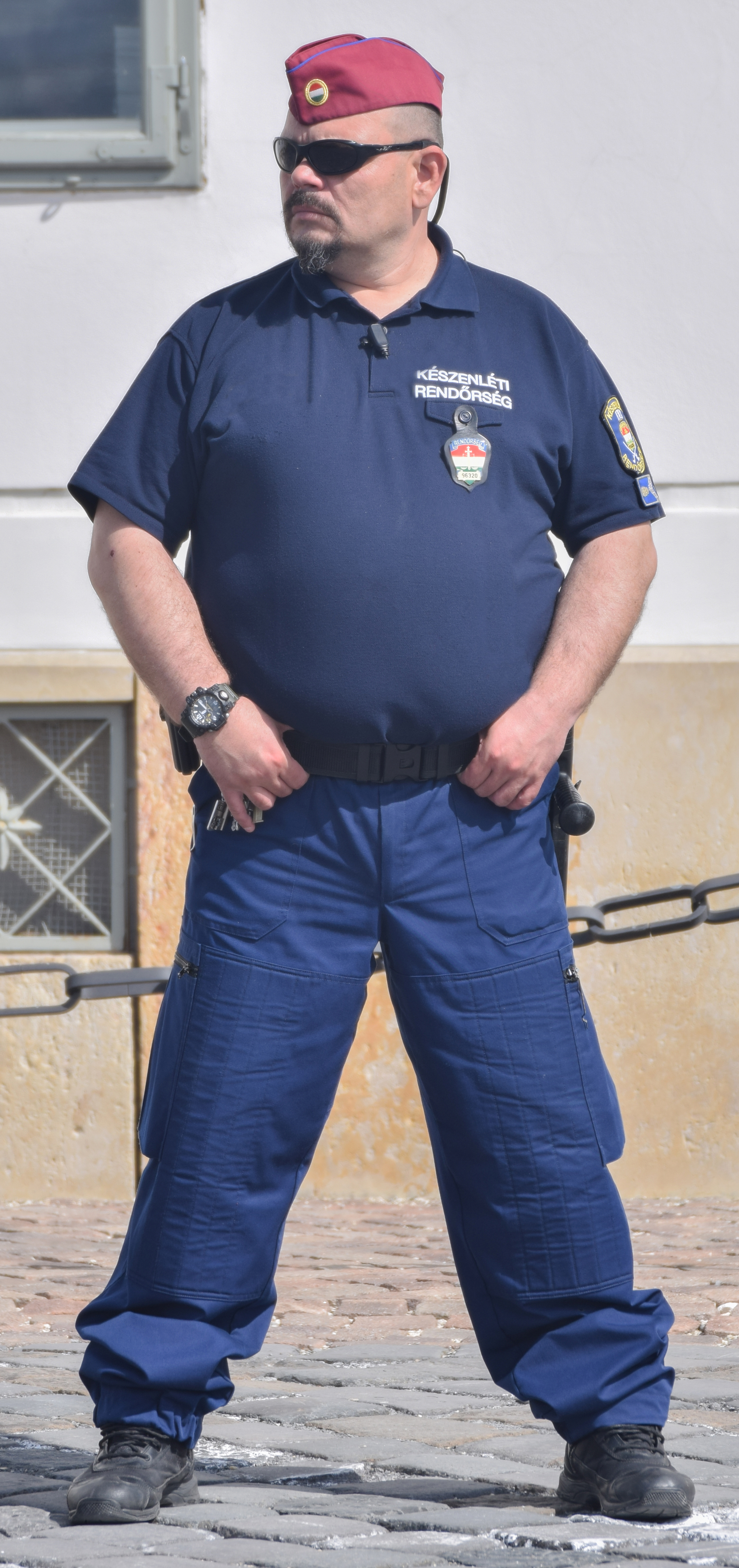
Készenléti rendőr objektumvédelem közben

A Készenléti Rendőrség Magyarországon a rendőri csapaterőt képviselő, általában katonailag szervezett és kiképzett rendőri egység elnevezése. Jelmondata: „Egység, Hűség, Becsület”. Elődszervezete a BM karhatalom. 
Magyarországon tömegrendezvények, demonstrációk, futballmeccsek, koncertek biztosítására és rendőri egységek megerősítésére veszik igénybe a Készenléti Rendőrséget. Speciálisan képzett csapaterős egységekkel a világ minden rendőrsége rendelkezik. A Készenléti Rendőrség feladata a közrend védelme, és a közbiztonság fenntartása, a tömegrendezvényeken jelenlévők védelme, szükség esetén erőszakossá vált tüntetések feloszlatása és a jogellenes cselekményeket végző személyek kiemelése a tömegből.
A csapaterős egységek tagjai általában speciális testvédő öltözettel vannak ellátva, mint például a védősisak, a műanyagpajzs, a testvédő ruha, a tonfa és a kardlap. A Készenléti Rendőrség tagjainak bevetési (gyakorló) egyenruhájáról, illetve járművei színéről is felismerhetők: 
- tányérsapkát nem viselnek
- bevetési pilotka sapkájuk bordó színű
- bal felkarjukon bordó színű karszalagot viselnek
- felsőruhájuk hátoldalán a "POLICE" felirat felett "KÉSZENLÉTI RENDŐRSÉG" felirat olvasható
- járműveik fehér helyett ezüstmetál fényezésűek

Magyarországon a Készenléti Rendőrség nevű, az Országos Rendőr-főkapitányság (ORFK) alárendeltségébe tartozó országos hatáskörű rendőri szerv bevetési parancsnoksága alá tartozó egységek, illetve szükség esetén a helyi rendőrkapitányságok egyenruhás tagjai látják el a csapatszolgálati feladatokat. Csapaterőt ideiglenes szervezettel, elsősorban a közrendvédelmi és a közlekedési állomány, valamint a szükséges mértékben a többi szolgálati ág, szolgálat és szakszolgálat erőinek és eszközeinek bevonásával is lehet szervezni. Minden csapatszolgálatban részt vevő egyenruhás rendőrt kiképeznek csapaterős tevékenységek ellátására.
A Készenléti Rendőrség budapesti laktanyájában körülbelül négy-ötszáz, rohamrendőrként azonnal bevethető rendőr lát el szolgálatot, ezért a szervezet főleg a fővárosban ütőképes, mint készenléti rendőrség. A nagyobb városokban ( Miskolc, Nyírbátor, Debrecen, Orosháza, Szeged, Kiskunhalas, Pécs, Kaposvár, Szombathely, Győr) is vannak laktanyák, ezért bárhol képes nagylétszámú rendőrierőt felvonultatni.
Nyugat-Európában a készenléti rendőrség szerepét egyébként jellemzően a szervezetileg némely országban a hadsereghez tartozó, katonailag szervezett, a magyar terminológiában általában csendőrség néven emlegetett önálló rendőri szervek látják el. Magyarországon hasonló a helyzet, a Készenléti Rendőrség részben megfelel a nyugat-európai csendőrségeknek, bár szervezeti kapcsolata nincs a Honvédséggel, teljes mértékben a Belügyminisztérium irányítása alá tartozik a Rendőrség egyéb szerveivel és a Büntetés-végrehajtási Szervezettel együtt.
Vezetője Dr. Tarcsa Csaba vezérőrnagy.
2012. július 1-jével a Készenléti Rendőrséghez került át a Köztársasági Őrezred összes feladata, valamint közel 1200 fős személyi állománya. 2012. szeptember 1-jétől a Készenléti Rendőrség egyik igazgatóságaként működik tovább a Nemzeti Nyomozó Iroda (NNI), a  Készenléti Rendőrség parancsnoka országos rendőrfőkapitány-helyettes lett.